# Jason Gillespie
Jason Gillespie (nacido el 19 de abril de 1975) es un entrenador de críquet australiano y exjugador de críquet. A partir de 2021, Gillespie es el único vigilante nocturno en anotar doscientos en un partido de Test Cricket.

## Trayectoria deportiva
Gillespie hizo su debut en One Day International contra Sri Lanka en Colombo en la Singer World Series en agosto de 1996, y su debut en Test contra las Indias Occidentales en Sídney en noviembre de 1996. También jugó para Australia Meridional, Yorkshire y Glamorgan a nivel de primera clase.
Gillespie anunció su retiro del cricket de primera clase en Australia en febrero de 2008. Gillespie se convirtió en entrenador del equipo de cricket de Zimbabue en agosto de 2010. En 2021, Gillespie fue nombrada Leyenda del Cricket de Australia Post.